# Martina Nöth
Martina Sofie Nöth, auch: Noeth, (* 1974 in Würzburg) ist eine deutsche Autorin von Fantasy-Romanen und Sängerin.

## Leben
Sie wuchs in Würzburg auf und besitzt ein Diplom der Psychologie und der Rechtspflege. Unter ihrem Künstlernamen Amber Zahrahjan nahm sie 2001 zusammen mit anderen Künstlern unter dem Titel Bardensang eine CD mit mittelalterlich anmutenden Texten und Gesängen auf, die an das Rollenspiel Das Schwarze Auge angelehnt sind. Martina Nöth verfasste unter anderem bisher vier Romane über die Fantasywelt Aventurien, einen Roman für die Cyberfantasywelt Shadowrun, einen Roman für die Fantasywelt Engel, sowie zahlreiche Kurzgeschichten und Rollenspielszenarien und agierte im PC-Spiel "Drakensang" als Gastsprecherin.
Martina Nöth lebt in Mannheim und geht neben der Schriftstellerei und dem Musizieren ihrem Hobby Live Action Role Playing nach. Neben verschiedenen musikalischen Gastauftritten erschien eine Veröffentlichung unter ihrem Pseudonym mit ihrer Mittelalterrockband Amber, die CD Rabenflug, die ein eher modernes, rockiges Genre abdeckt. Ihre letzte Musik-Produktion als Amber ist 2007 mit der Live-CD Unsterblich erschienen, die neben Interpretationen der bereits bekannten Songs auch neue Lieder enthält.
2008 veröffentlichte sie unter dem Pseudonym „Doria Gray“ einen Song für das Cyberfantasygame Shadowrun, für das sie auch als Autorin tätig ist. 2010 gründete sie das Swing-Projekt Banned in Boston, mit dem sie zwei CDs veröffentlichte. Sie war zeitweise Inhaberin der Firma braincell, die sich mit Medienproduktionen beschäftigte.

### Bibliografie

#### Romane & Kurzgeschichten
- Zwergenmaske
- Verborgene Mächte
- Die letzte Schlacht
- Stadt der Geister

Siehe auch: Liste der Aventurien-Romane
- Homini Lupus (Verlag Feder & Schwert)
- Deus Vult, (in: Exodus, Verlag Feder & Schwert)
- Resurrection, (in: Shadowrun – Die 6. Welt, Phoenix Verlag)
- Die Winde voller Trauer klagen… (in: Magische Zeiten, Phoenix Verlag)
- Shadowrun: Der vitruvianische Moment (Pegasus Press)

#### Rollenspielpublikationen
- Stunden des Schweigens (in: Pfade des Lichts, Fantasy Productions)
- Der gestohlene Traum (in: Verwunschen und Verzaubert, Fantasy Productions)
- Erben alten Blutes (in: Bazargeschichten, Fantasy Productions)
- Beiträge zu Shadowrun Quellenbücher: München Noir, SOX, Arsenal 2070, Berlin, RRP, Verschwörungstheorien, State of the Art u. a.

### Diskografie
- Bardensang (2001 – als Amber und Gefährten)
- Rabenflug (2005 – als Amber)
- Sommerlied (Dracul feat. Amber)
- Unsterblich – Live-CD (2007 – als Amber)
- Wuthering Heights (2007 – Amber für M.le Roy)
- Into the Shadows (2008 – Doria Gray feat. The Retrosic)
- Ein Atemzug (Dementi feat. Amber)
- Too Good to Be Legal (2012 – als Banned in Boston)
- Godfathers Finest (2014 – als Banned in Boston)